# 阿诺斯韦尔
阿诺斯韦尔（英語：Arnos Vale），是加勒比海岛国圣文森特和格林纳丁斯圣文森特岛南部的一座城镇，行政上由圣乔治区负责管辖。距离圣文森特和格林纳丁斯的首都金斯敦约5（3.1英里）。圣文森特和格林纳丁斯以前的主要机场约书亚机场位于此镇。
拥有18000个座位的体育场阿诺斯韦尔综合体育场也是建于此镇。